# Beren Saat

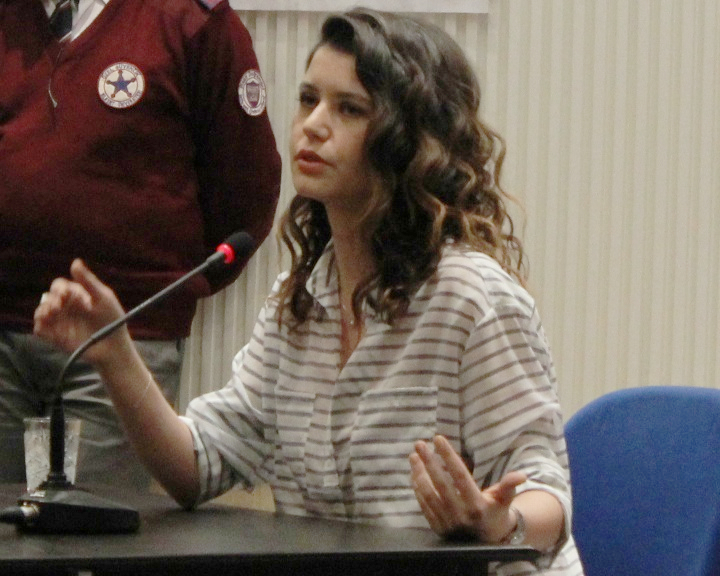
Beren Saat

Beren Saat, född 26 februari 1984 Ankara, är en turkisk skådespelare som är känd från den turkiska tv-serien Aşk-ı Memnu, där hennes rollperson heter Bihter.

## Roller på film, scen och TV
- Aşk-ı Memnu TV-serie. Premiär 2008 - 2010. Spelade: Bihter.
- Fatmagül'ün Suçu Ne? TV-serie. Premiär 2010 - 2012. Spelade: Fatmagül .